# Ж'яр-над-Гроном (округ)
Округ Ж'яр-над-Гроном, Жіар-над-Гроном (словац. Okres Žiar nad Hronom) — округ (район) в Банськобистрицькому краї Словаччини. Площа округу становить — 517,6 км², на якій проживає — 47 526 осіб (31.12.2009). Середня щільність населення становить — 92,0 особи/км². Адміністративний центр округу — місто Ж'яр-над-Гроном. До 1918 року територія округу входила до складу графства Теков.

## Статистичні дані

### Населення

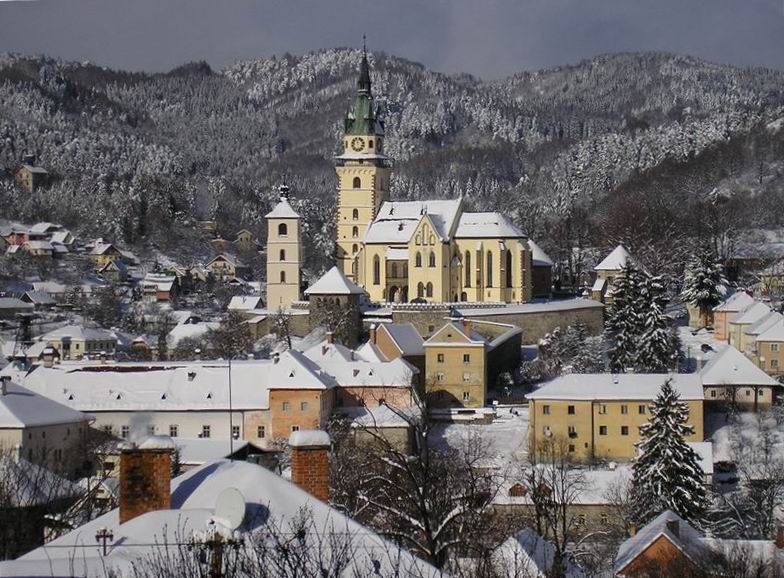
Кремніца. Округ Ж'яр-над-Гроном

| Рік:            | 1994.  | 2004.   | 2014.   | 2024.   |
| --------------- | ------ | ------- | ------- | ------- |
| Кількість осіб: | 48 435 | 47 803  | 47 736  | 43 345  |
| Різниця:        |        | -1,30 % | -0,14 % | -9,19 % |

| Рік:            | 2023.  | 2024.   |
| --------------- | ------ | ------- |
| Кількість осіб: | 43 738 | 43 345  |
| Різниця:        |        | -0,89 % |

Національний склад:
- Словаки — 95,6 %
- Роми — 1,2 %
- Чехи — 0,75 %
- інші національності — 2,45 %

Конфесійний склад:
- Католики — 73,6 %
- Лютерани — 2,8 %

## Адміністративний поділ

### Міста:
Ж'яр-над-Гроном • Кремниця

### Села:
Бартошова Легуотка • Бзениця • Вигне • Глінік-над-Гроном • Горна Весь • Горна Жданя • Гронська Дубрава • Дольна Весь • Дольна Жданя • Дольна Трнавка • Іграч • Коперніца • Косорин • Крагуле • Кремницьке Бане • Кунешов • Ладомерська Вєска • Легуотка-под-Брегмі • Ловча • Ловчиця-Трубін • Лутіла • Лучки • Невольне • Пітелова • Преставлки • Прохот • Репіште • Склене Теплиці • Сласка • Стара Кремнічка • Трнава Гора • Янова Легота • Ястраба

## Географія
Розташовані Кунешовські пагорби; Туровське передгір'я; Флоховський хребет і Ястрабська верховина.
Протікають Брезницький потік і Ловчицький потік.

## Знаменитості округу
- Адам Мічінец, (музикант.
- Ольга Адамчикова, уроджена Гонткова (17 лютого 1903, Кремніица — 16 серпня 1992, Братислава) — словацька актриса, дружина актора Семюеля Адамчика.
- Блажея Балаж (29 жовтня 1958, Невольне) — словацький живописець, графік, творець інсталяцій, викладач університету.
- Рудольф Балаж (20 листопада 1940, Невольне) — єпархіальний архієрей римсько-католицької єпархії в Банській Бистриці.
- Джон Балко (24 липня 1901, Долна Жданя — 14 серпня 1992, Братислава) — словацький письменник, автор книг для дітей і молоді, юрист, економіст і політик.
- Олена Чепчекова (26 січня 1922, Долна Жданя — 6 січня 1992, Братислава) — словацька письменниця, поетеса і драматург, автор книг для дітей і молоді.
- Еміль Чернай (1 лютого 1923, Ж'яр-над-Гроном — 26 травня 2000 року, Чикаго, США) — словацький місіонер на Філіппінах, Індонезії, США та Австралії.
- Людовіт Чернак (12 жовтня 1951, Глінік-над-Гроном) — словацький політик, інженер-електрик, підприємець.
- Розалія Данкова (26 квітня 1920, Ж'яр-над-Гроном) — черниця, співавтор документальних книги про переслідування релігійних громад при комунізмі. Працювала в Генеральному секретаріаті Міжнародного товариства Дочок Милосердя в Парижі.
- Йозеф Філус (8 серпня 1923, Ж'яр-над-Гроном — 29 березня 1999, Белу-Оризонті, Бразилія) — словацький місіонер у Бразилії.
- Любомир Гарач (3 березня 1953, Горна Жданя) — екс-міністр Кабінету міністрів Словаччини та член Національної ради Словацької Республіки.
- Йозеф Чайка (12 червня 1911, Ж'яр-над-Гроном — 1 грудня 1989, Вельке Угерце) — католицький священик, письменник. Псевдонім: Й. Г. Чайка.
- Людовіт Кіркай Ондрей (1673, Ж'яр-над-Гроном — 11 січня 1747, Нітра) — історик церкви.
- Андрей Кліман (24 червня 1902, Глінік-над-Гроном — 30 грудня 1980, Ж'яр-над-Гроном) — католицький священик, історик і релігійний письменник. Псевдонім: Глінічан.
- Андрей Кметь (19 листопада 1841, Бзениця — 16 лютого 1908, археолог, геолог, мінералог, палеонтолог, історик, ботанік і етнограф.
- Ян Колон (8 липня 1915, Ж'яр-над-Гроном — 9 червня 1980, Нотр-Дам, Франція) — випускник Лондонського університету, професор, директор католицької школи в Шрі-Ланці в столиці Коломбо, а потім у Пакистані у місті Фаісалад.
- Міхал Кушік (20 вересня 1915, Горна Жданя — 2 жовтня 2000, Братислава) — видатний словацький архівіст, історик і філолог, кандидат наук.
- Петер Мішаліка (10 липня 1945, Кремніца) — словацький скрипаль.
- Штефан Петруш (29 жовтня 1783, Ж'яр-над-Гроном — 17 вересня 1831, Поники) — католицький священик, письменник.
- Юліус Паважан (9 серпня 1926, Ж'яр-над-Гроном — 21 лютого 2011, Крупіна) — словацький художник.
- Йозеф Прібілінес (6 липня 1960, Коперніца) — підприємець, спортсмен-скороход.
- Ян Раковський (25 листопада 1907, Ж'яр-над-Гроном — 2 листопада 1985, Банська Бистриця) — педагог, лінгвіст — член словацької лінгвістичної компаній і директор середньої школи в Левоча.
- Стефан Захарський (28 квітня 1817, Ж'яр-над-Гроном — 25 лютого 1863) — католицький священик, педагог.